# Arne L. Kalleberg
Arne Lindeman Kalleberg (* 9. Februar 1949 in Larvik, Norwegen) ist ein norwegisch-amerikanischer Soziologe, der als Professor an der University of North Carolina lehrt und 2008 als Präsident der American Sociological Association (ASA) amtierte.
Kalleberg, der seit 1954 in den USA lebt, erwarb seinen Bachelor-Abschluss 1971 am Brooklyn College und machte 1972 das Master-Examen an der University of Wisconsin–Madison, wo er 1975 zum Ph.D. promoviert wurde. Danach war er Professor für Soziologie an der Indiana University Bloomington, wechselte dann an die University of North Carolina, wo er seit 1994 Inhaber einer Stiftungsprofessur ist (Kenan Distinguished Professor of Sociology). Er wurde durch seine Beiträge zur Arbeitssoziologie bekannt, in denen er besonders prekäre Beschäftigungsverhältnisse analysiert.
2024 wurde Kalleberg zum Mitglied der National Academy of Sciences gewählt.

## Schriften (Auswahl)
- Precarious lives. Job insecurity and well-being in rich democracies. Polity Press, Cambridge (UK)/Medford 2018, ISBN 978-1-50950-649-1.
- Good jobs, bad jobs. The rise of polarized and precarious employment systems in the United States, 1970s to 2000s.  Russell Sage Foundation, New York 2011, ISBN 978-0-87154-4-315.
- The mismatched worker. W. W. Norton & Co., New York 2007, ISBN 978-0-39397-6-434.
- Mit Ivar Berg: Work and industry. Structures, markets, and processes. Plenum Press, New York 1987, ISBN 0-306-42344-8.